# Division of Aston
Division of Aston är en valkrets, Divisions of the Australian House of Representatives i Victoria, Australien. Divisionen bildades 1984 och är uppkallad efter Tilly Aston, en blind författare och lärare som grundade den viktorianska Föreningen för Författare i Blindskrift  1894. Den ligger i de östra förorterna i Melbourne, den inkluderar förorterna Rowville, Scoresby, Knoxfield, Vermont och Wantirna. Divisionen hölls av den australiska Arbetarpartiet fram till 1990, men sedan dess har det blivit allt mer liberalt.